# 朱塞佩·多塞纳
朱塞佩·多塞纳（義大利語：Giuseppe Dossena，1958年5月2日—），意大利男子足球运动员，场上位置是中场。他曾代表意大利国家队参加1982年国际足联世界杯，结果获得冠军。